# 小市国造
小市国造（おちのくにのみやつこ・おちこくぞう）は、後の令制国の伊予国東部、現在の愛媛県東部を支配した国造。

## 概要
『先代旧事本紀』「国造本紀」によれば、応神天皇の御世に、物部連と同祖の大新川命の孫の子致命を国造に定められたとされる。また、「天孫本紀」の物部系譜には、大新川命の子の物部大小市連が小市直の祖とされている。
子致命の子孫は広く越智郡に居住して越智氏（姓は直）となった。越智氏は代々国造や評造、評督・郡司に任じられ、一族の越智玉澄は大三島大山祇神社を創建したと伝えられている。

## 参考資料
- 角川日本地名大辞典編纂委員会・編『角川日本地名大辞典（愛媛県）』 角川書店、1991年、ISBN 4-04-001380-8、26,182頁